# Різьблення по каменю

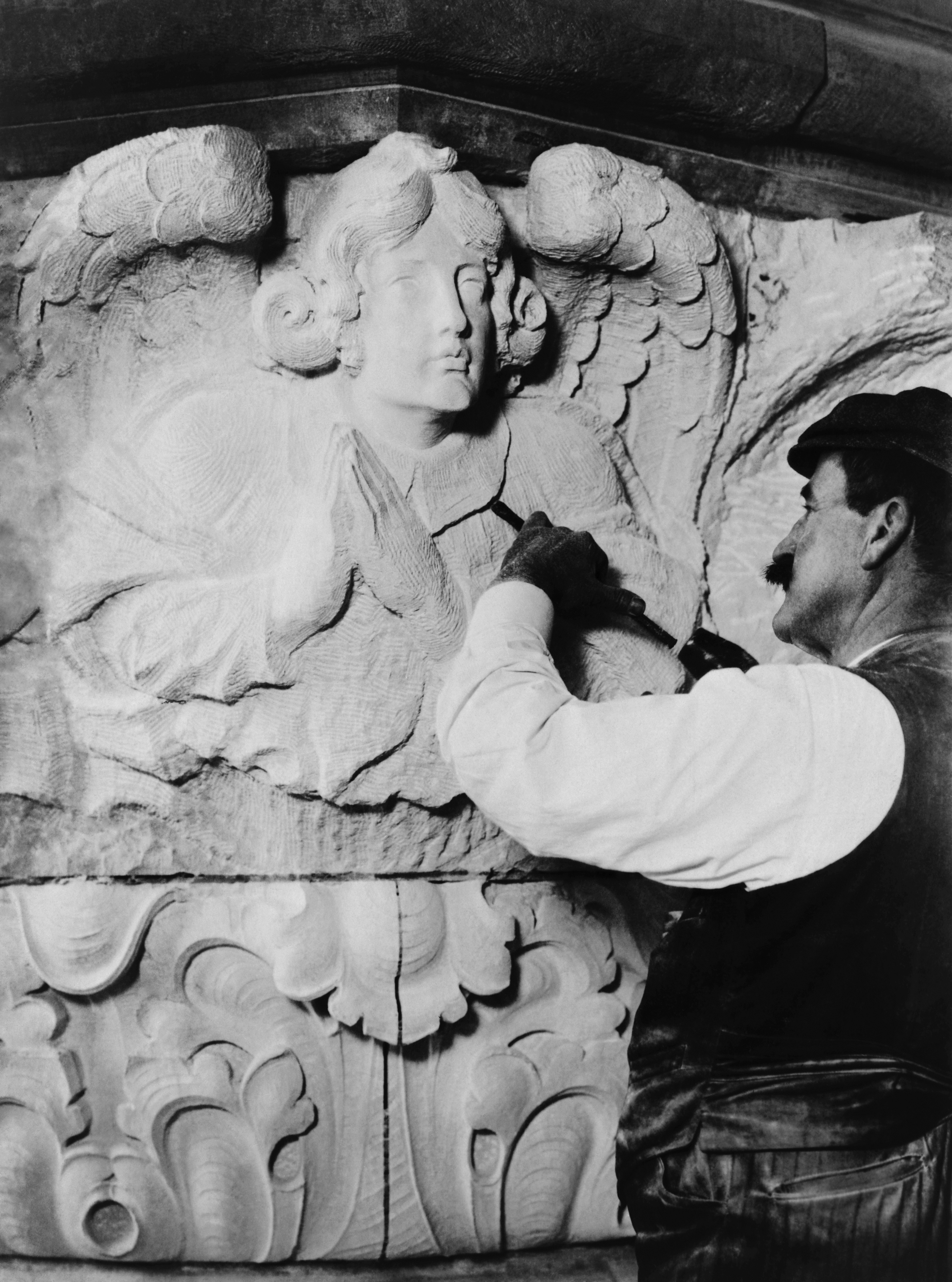
Різьбяр працює над собором Іонна Богослова в Нью-Йорку, 1909 р.

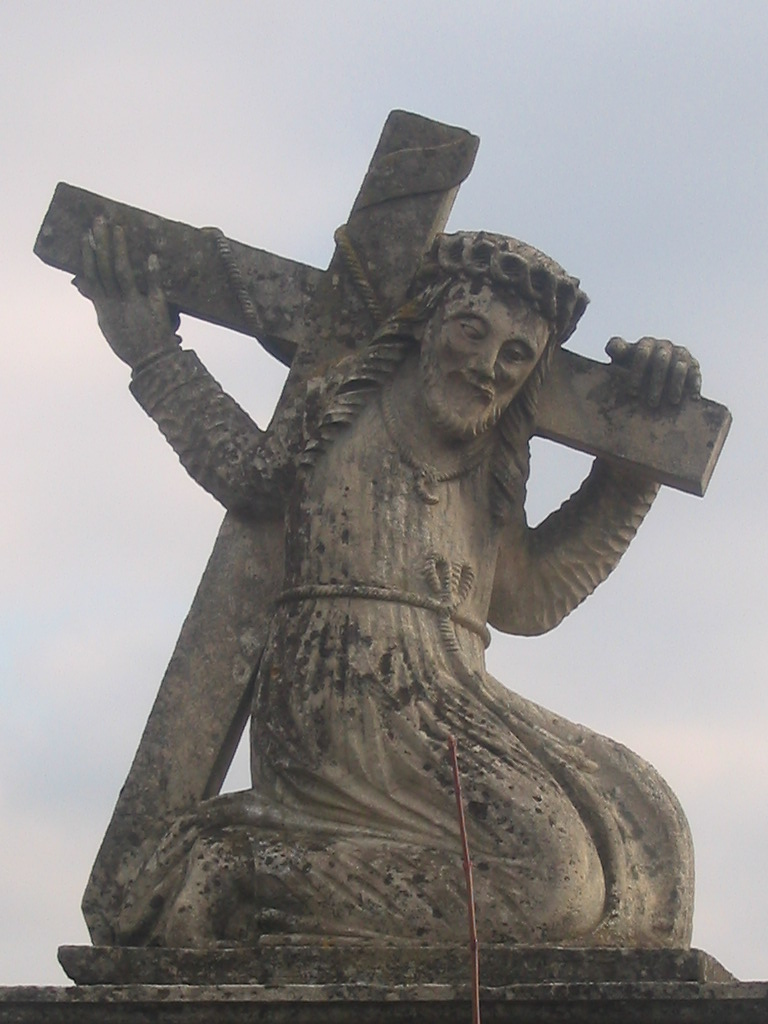
Різьблений монумент-надгробок на цвинтарі в м. Бережани

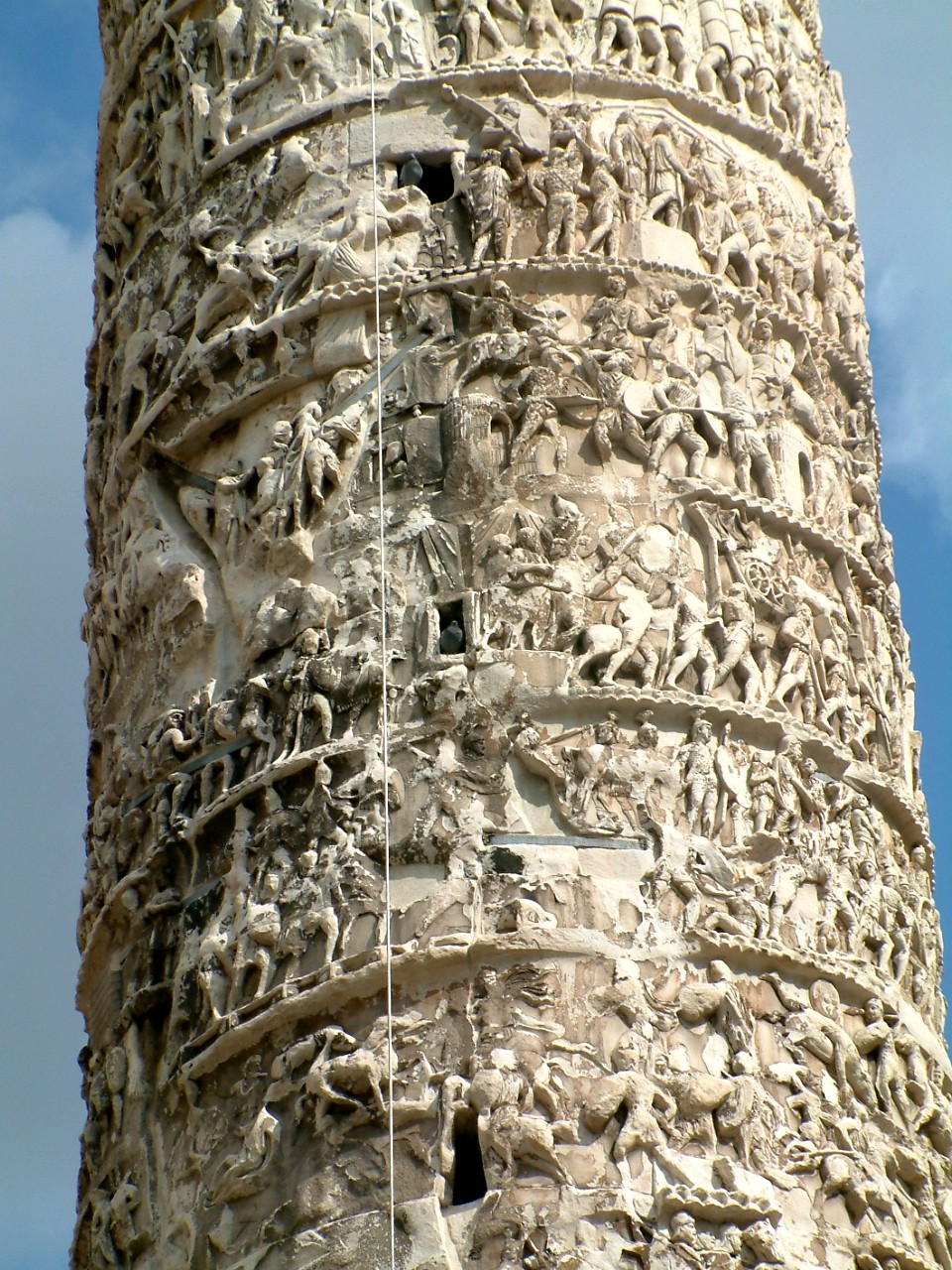
Колона Марка Аврелія в Римі (деталь)

Рі́зьблення (різьба) по ка́меню (рос. резьба по камню, англ. stone carving; нім. Steinschneiden n, Steinschneidekunst f) — процес надання каменю необхідної форми і зовнішні обробки.

## Історія. Загальний опис
Найдавніше твори репрезентативного мистецтва - це різьба по каменю. Серед археологічних знахідок до н.е. були знаки висічені на каменях або петрогліфи. Також фігурки Венери, такі як Венера Берехата Рам. Різьблення по каменю застосовувалося на всіх етапах історії матеріальної культури країн і народів світу.
Різьблення по каменю здійснюється за допомогою розпилювання, токарної обробки, свердління, шліфування, поліровки, операцій доводки, гравірування.
Найвищі досягнення різьблення по каменю пов'язані з обробкою халцедону, оніксу, агату, геліотропу, гірського кришталю, аметисту, яшми, нефриту, родоніту, малахіту, лазуриту, смарагду, бірюзи, бурштину, коралу, гіпсу і селеніту, обсидіану, мармуру, мармурового оніксу («алебастру») і інших облицювальних, виробних, ювелірно-виробних і ювелірних каменів.

## Камінь в стародавньому Єгипті
Єгипет багатий на тверді породи каменю такі як: граніт, сієніт, порфір, базальт та м'які: пісковик та вапняк. Для пісковика та вапняка нижнього Нілу характерна правильна тріщановатість, вона також характерна гранітам. Ця особливість спростила єгиптянам технологію добування монолітів каменю у вигляді кубів і паралелепіпедів, і якоюсь мірою визначила своєрідність єгипетських скульптур. В природні кам'яні блоки вкладались залишенні рухи тіла фігури з щільно притиснутими руками.
Найбільшим чудом Єгипту є піраміди. Ці кам'яні споруди побудовані в епоху Стародавнього царства, в часи Хеопса, Хефрена і Мікерина. Маса кожного блоку, з якого складається піраміда, більше двох тонн. Жодного сполучного матеріалу в піраміді немає, камені тримаються на своїй вазі і при цьому лінію стику камінної кладки не видно на фотографіях. Дивовижно, але майстри виконували свою роботу кам'яними та мідними інструментами.
В каменоломнях на правому березі Нілу раби добували білий мілкозернистий вапняк. В скелі по позначених границях майбутнього блоку мідним різцем видовбували глибоку канаву, в яку потім забивали клини з сухого дерева і обливали їх водою. Дерево розбухало, збільшувалось в об'ємі, тріщина збільшувалась і врешті-решт блок відділявся від скелі.
Поверхню виколотого блоку вирівнювали декількома способами. Найпростішим способом була оббивка шматком твердого каменю, багаточисельно наносились удари по заготовці, відколювались дрібні куски. В результаті блок покривався дрібними виїмками. Другий спосіб обробки - свердління. Кремнієві свердла, які мали форму півмісяця ставили так, що при роботі знімалась частина перегородки від попередньої операції. Частина що лишилась збивалась мідним різцем або кам'яним молотком. Так отримували великі, рівні, плоскі кам'яні блоки.
Базальт для облицювання виламували біля Фаюмської оази. Для обробки базальтових і гранітних блоків каменярі користувались своєрідними мідними пилками, не схожими на сучасні. Це були смужки міді товщиною 3-4 мм. довжиною 1.6 м. (можливо і більше) без зубців. Ріжучий край був злегка заокруглений. Робота виконувалась за допомогою абразиву, яким слугував кварцовий пісок. При русі такого інструменту тверді кварцові піщинки  впаювались в м'який метал і ставали ніби дрібними зубцями, які спилювали камінь.
Статуї фараона, вирізані з цілісних  брил рожевого граніту, мали досить цікавий спосіб виготовлення. Спочатку з брили витісували подобу великого ящика. Потім на його сторонах розкреслювали клітинки, по них - контур статуї. Потім бронзовими долотами знімали зайвий шар каменю.
Грандіозна архітектура Стародавнього Єгипту свідчать про високе інженерне мистецтво єгиптян, які створили чудові споруди п'ять тисячоліть тому, коли тільки почала засновуватись одна з найдавніших цивілізацій.

## Інструменти для різьблення каменю

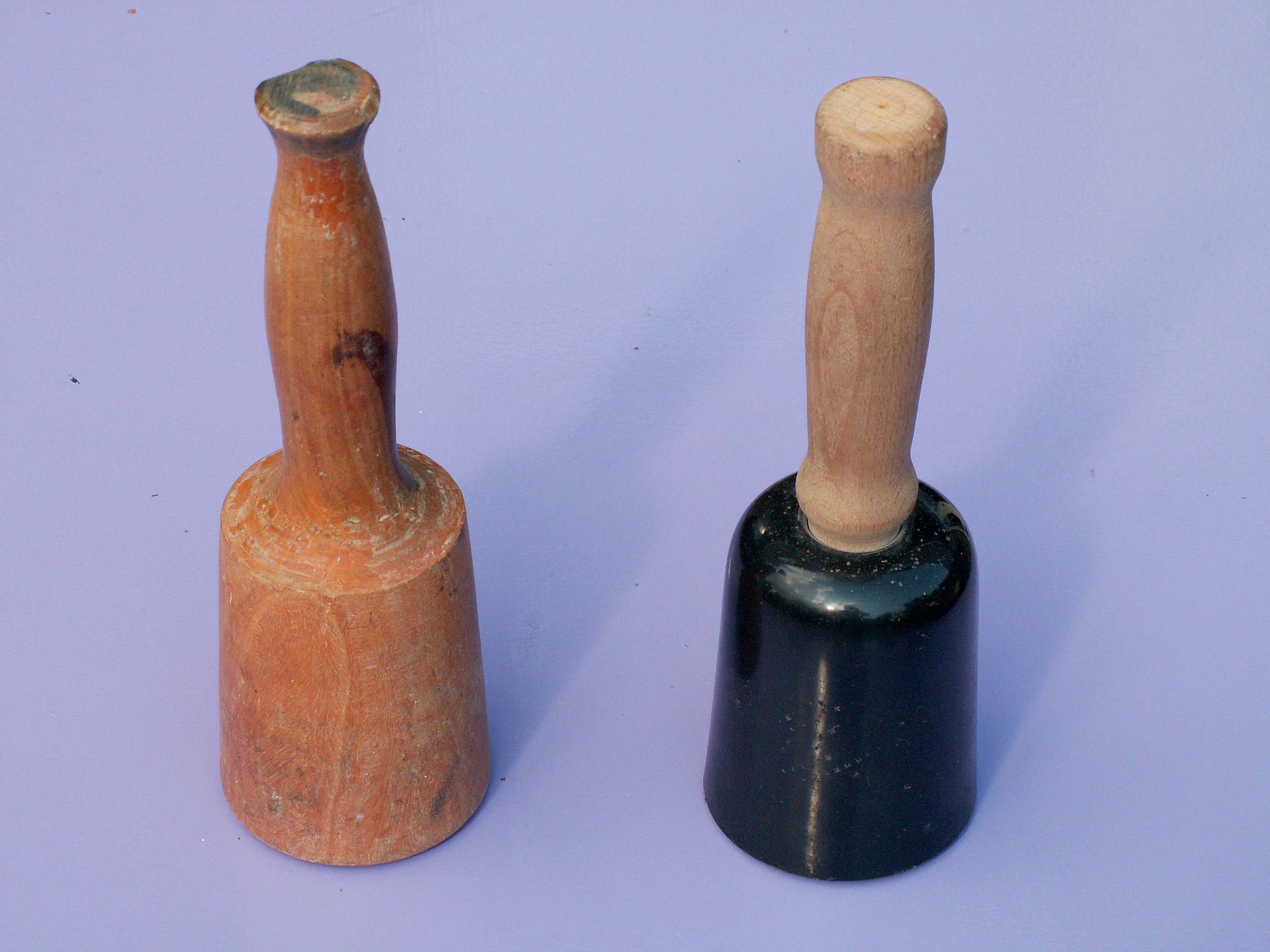
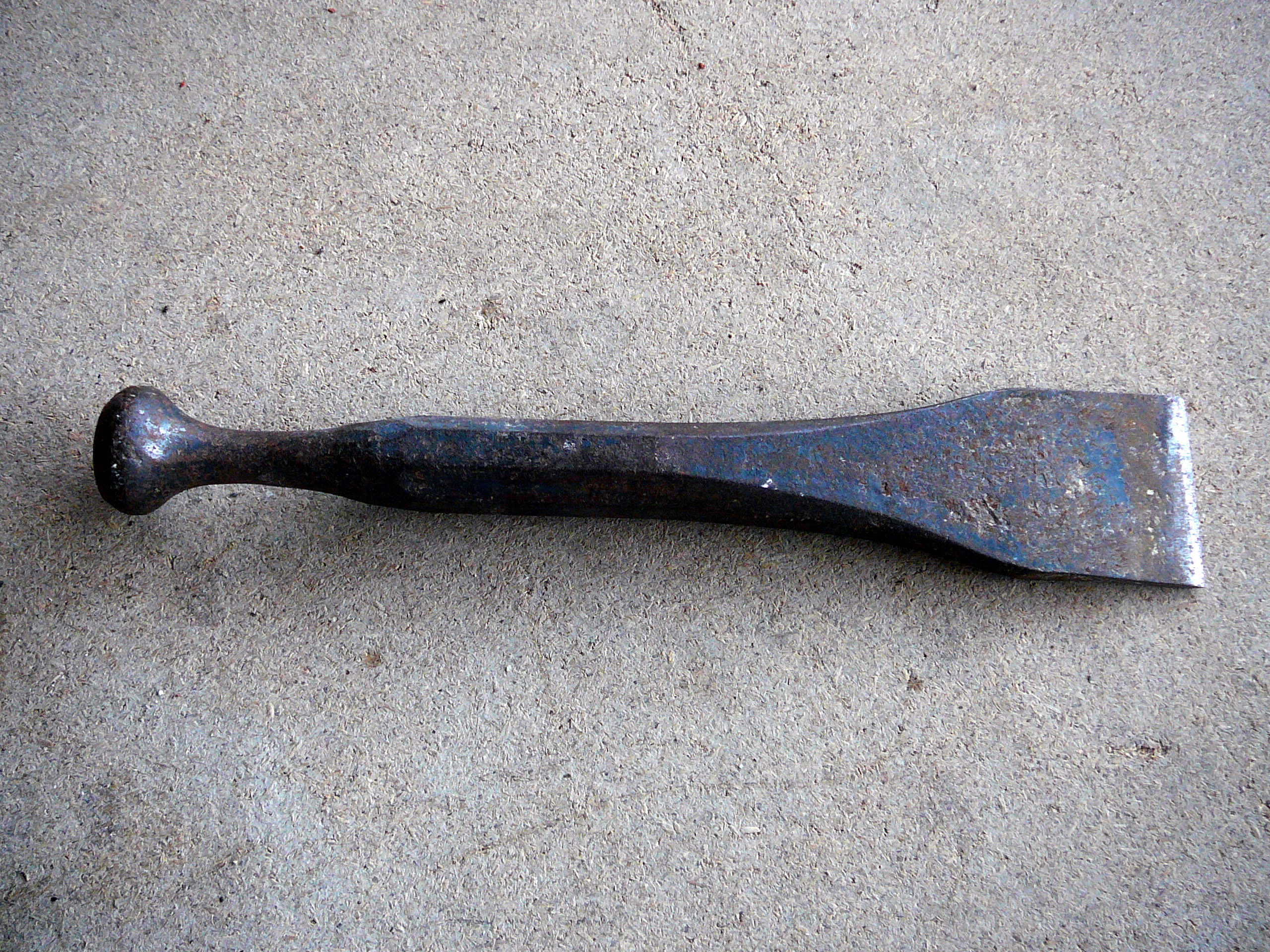
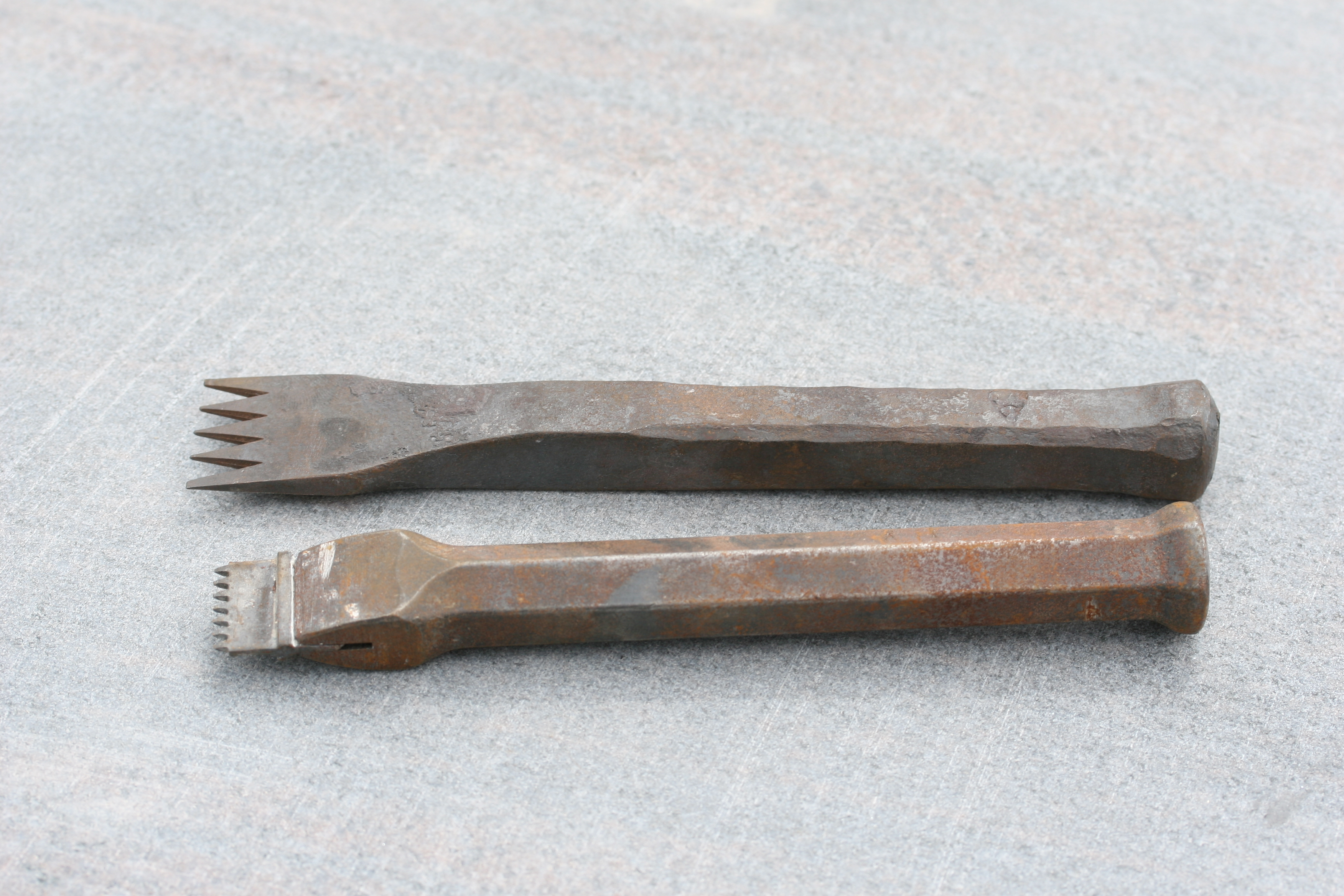
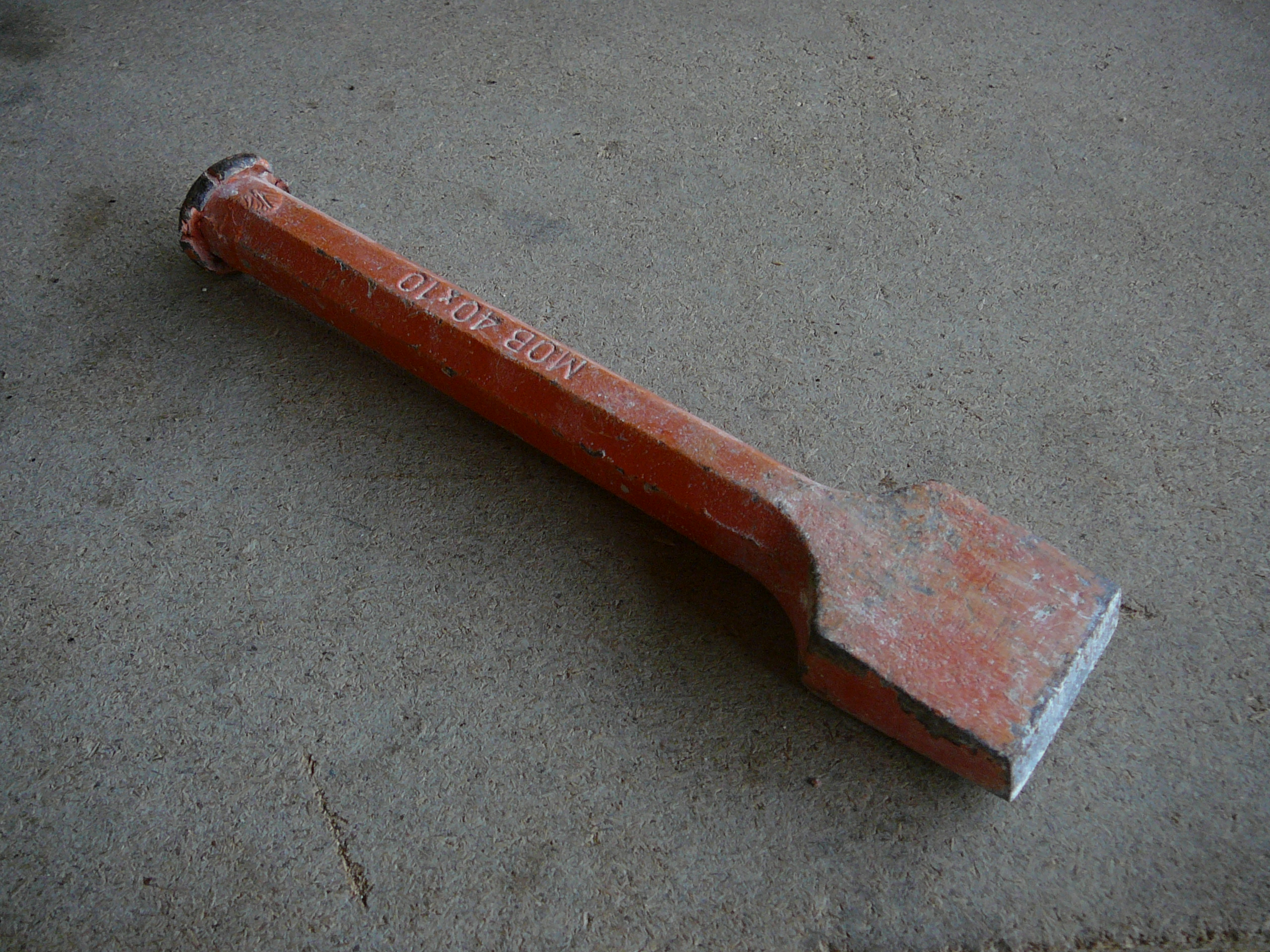
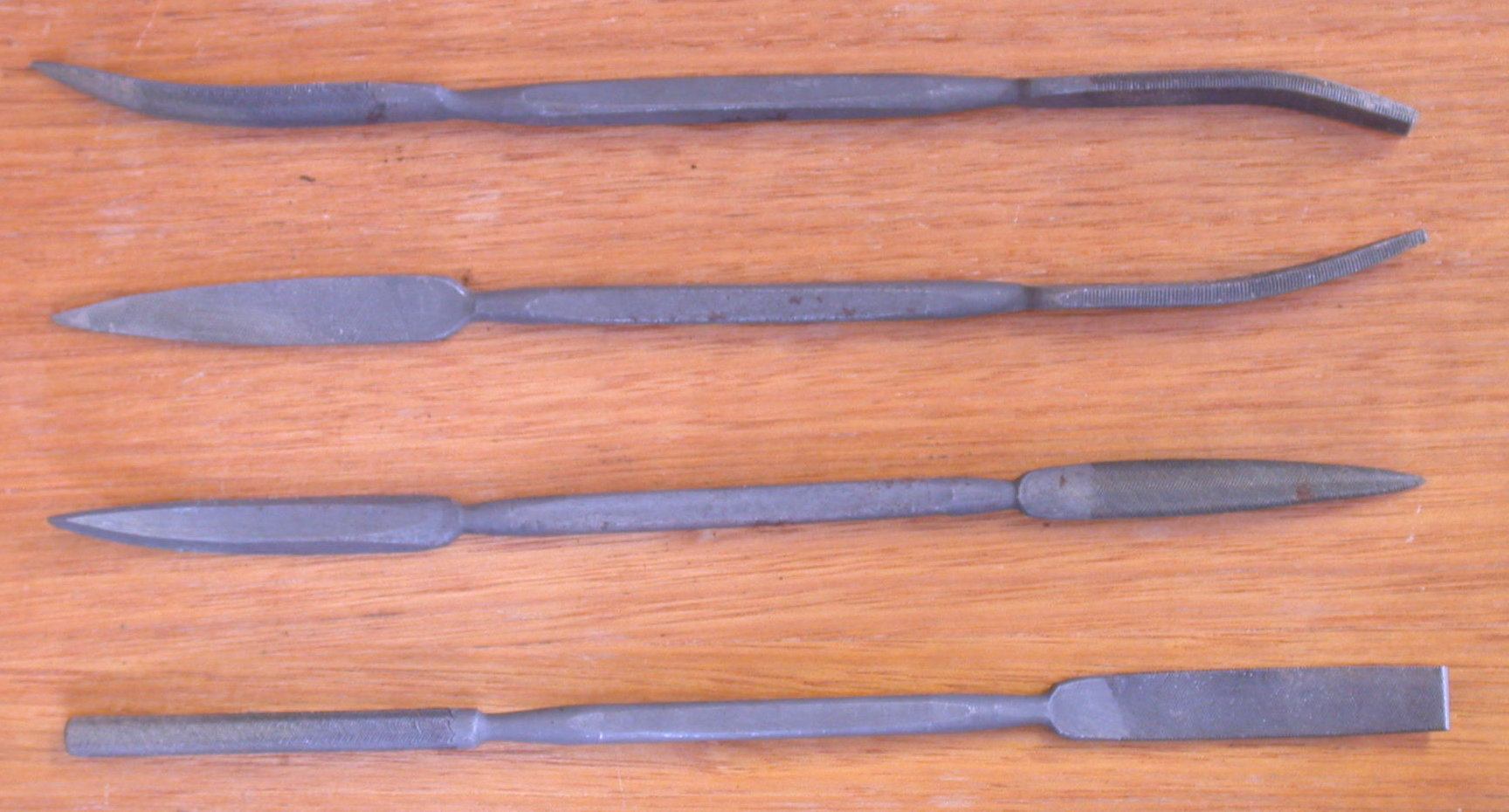